# Ponadtlenek potasu
Ponadtlenek potasu, KO2 – nieorganiczny związek chemiczny z grupy tlenków zasadowych. Żółtopomarańczowe ciało stałe, gwałtownie reagujące z wodą. Używany jest w przemyśle chemicznym jako bardzo dobry utleniacz, jako środek suszący oraz jako źródło tlenu w aparatach oddechowych i do pochłaniania dwutlenku węgla według reakcji:
2KO2 + 2H2O → 2KOH + H2O2 + O2
2KOH + CO2 → K2CO3 + H2O
K2CO3 + CO2 + H2O →  2KHCO3
Związek ten otrzymuje się poprzez spalanie potasu w czystym tlenie.
K + O2 → KO2